# Rotten Tomatoes
Rotten Tomatoes (în traducere „Roșii stricate”) este un site web în limba engleză unde apar informații și comentarii despre diferite filme sau jocuri pe computer. Numele generic de „tomate” provine din perioada „Vaudeville” (secolul al XVI-lea) când dezaprobarea publicului era exprimată prin aruncarea de tomate alterate pe scenă.